# Orułgan
Orułgan (ros. Орулган) – pasmo górskie w azjatyckiej części Rosji, w Jakucji; najwyższa część Gór Wierchojańskich.
Orułgan jest częścią głównej grani Gór Wierchojańskich i graniczy od północy z pasmem Charaułachskij chriebiet, od zachodu z pasmem Dżardżanskij chriebiet, a od południa z pasmem Byranda chriebiet. Od wschodu ogranicza je Płaskowyż Jański i Sijetindienskij chriebiet. Długość pasma wynosi około 500 km. Najwyższy szczyt (bez nazwy) ma wysokość 2389 m n.p.m. 
Pasmo zbudowane jest z wapieni, piaskowców i łupków ilastych; w niższych partiach tajga modrzewiowa, w wyższych kamienista tundra górska, w najwyższych 74 lodowce o łącznej powierzchni ok. 18 km². Największym lodowcem jest Lednik Kołosowa o powierzchni 4,2 km².
Pasmo porozcinane jest dolinami rzek z dorzeczy Leny i Jany.